# Алта (Вајоминг)
Алта (енгл. Alta) насељено је место без административног статуса у америчкој савезној држави Вајоминг.

## Демографија
По попису из 2010. године број становника је 394, што је 6 (-1,5%) становника мање него 2000. године.
| Група             | 2000.       | 2010.       |
| Белци             | 396 (99,0%) | 378 (95,9%) |
| Афроамериканци    | 0 (0,0%)    | 0 (0,0%)    |
| Азијати           | 3 (0,8%)    | 2 (0,5%)    |
| Хиспаноамериканци | 1 (0,3%)    | 7 (1,8%)    |
| Укупно            | 400         | 394         |